# عين ون (الشحر)
'

تعديل مصدري - تعديل

عين ون هي إحدى قرى عزلة الشحر بمديرية الشحر التابعة لمحافظة حضرموت، بلغ تعداد سكانها 93 نسمة حسب تعداد اليمن لعام 2004.